# Nick Gates
Nicholas ("Nick") Gates (Sydney, 10 maart 1972) is een voormalig Australische wielrenner. Aanvankelijk reed hij anoniem in het peloton rond bij kleinere ploegen. Op aandringen van zijn landgenoot Robbie McEwen maakte hij in 2003 de overstap naar Davitamon-Lotto. In deze vier seizoenen reed hij weinig noemenswaardige resultaten bij elkaar. Bovendien was hij vaak geblesseerd of ziek. Eind 2008 hing Gates de fiets aan de wilgen. Hij wilde zich in zijn geboorteland bezighouden met begeleiding van jonge renners.

## Overwinningen
1996
- Australisch kampioen op de weg
- Eindklassement Pacific Power Bank Classic
- Eindklassement Commonwealth Bank Classic

1997
- 1e etappe Tour of Tasmania

1998
- 12e etappe Commonwealth Bank Classic

1999
- 3e etappe Ronde van Japan
- Brisbane

2000
- Gold Coast-Nerang
- Harsewinkel

2001
- Gold Coast-Nerang
- Neuss

2004
- Burleigh

2006
- Surfers Paradise

2007
- 1e etappe deel B Internationale wielerweek (ploegentijdrit)

## Resultaten in voornaamste wedstrijden
| Jaar | Ronde van Italië | Ronde van Frankrijk | Ronde van Spanje |
| ---- | ---------------- | ------------------- | ---------------- |
| 2003 | buiten tijd      | opgave              |                  |
| 2004 | 113e             | buiten tijd         |                  |
| 2005 | opgave           |                     | 121e             |
| 2006 | 131e             |                     |                  |
| 2007 | 127e             |                     |                  |
| 2008 | 139e             |                     |                  |

| Jaar | Gent-Wevelgem |
| ---- | ------------- |
| 2003 |               |
| 2004 |               |
| 2005 |               |
| 2006 |               |
| 2007 |               |
| 2008 | 149e          |

## Ploegen
- 1996-Giant-Australian Institute of Sports
- 1997-ZVVZ-Giant-AIS
- 1998-Die Continentale-Olympia
- 1999-Die Continentale-Olympia
- 2000-Hohenfelder-Concorde
- 2001-Agro-Adler-Brandenburg
- 2002-Team Wiesenhof
- 2003-Lotto-Domo
- 2004-Lotto-Domo
- 2005-Davitamon-Lotto
- 2006-Davitamon-Lotto
- 2007-Predictor-Lotto
- 2008-Silence-Lotto

Wielerploegen van Nick Gates
Appler ·
Gates ·
Giebelmann ·
Löw ·
Müller · 
Nikolai · 
Podlesch ·
Poitschke ·
Reuß ·
Scholz ·
Schulze · 
Wittwer (tot 31/07) ·
Obst (stagiair) ·
Retschke (stagiair)
Baguet · Brandt · D'Hollander · De Clercq · Detilloux · Eeckhout · Gardeyn · Gates · Hoste · Marichal · McEwen · Merckx · Moerenhout · Steegmans · van Bon · Van Dijk · Van Impe · Van Petegem · Vansevenant · I. Verbrugghe · R. Verbrugghe · Vierhouten
Baguet · Brandt · D'Hollander · De Clercq · Detilloux · Eeckhout · Gardeyn · Gates · Hoste · Marichal · McEwen · Merckx · Moerenhout · Steegmans · van Bon · Van Dijk · Van Impe · Van Petegem · Vansevenant · I. Verbrugghe · R. Verbrugghe · Vierhouten · Wadecki
Aerts · Amorison · Ardila · Baguet · Brandt · De Vocht · Dockx · Evans · Gates · Kuyckx · Leukemans · Mattan · McEwen · Merckx · Moerenhout · Rodriguez · Roesems · Steegmans · Steels · van Bon · Van Hecke · Van Huffel · Van Petegem · Vansevenant · Vansummeren · Vierhouten · Vogels · Henrion (stagiair) · Meersman (stagiair)
Aerts · Brandt · De Vocht · Dockx · Evans · Gates · Horner · Ingels · Jufré · Kaisen · Kuyckx · Leukemans · Mattan · McEwen · Mertens · Rodriguez · Roesems · Sanderson · Steegmans · Steels · van Bon · Van Hecke · Van Huffel · Van Petegem · Vansevenant · Vansummeren · Vogels · Devenyns (stagiair) · Schets (stagiair) · Van Braeckel (stagiair)
Aerts · Brandt · Cioni · Cornu · Devenyns · De Vocht · Dockx · Evans · Gates · Horner · Hoste · Ingels · Jufré · Kaisen · Leukemans · Lloyd · McEwen · Mertens · Rodriguez · Roesems · Sentjens · Steels · Steurs · Van Avermaet · Van Hecke · Van den Broeck · Van Huffel · Vansevenant · Vansummeren · Zanini
Aerts · Bileka · Brandt · Cioni · Cornu · De Greef · Devenyns · De Vocht · D'Hollander · Dockx · Evans · Gardeyn · Gates · Hoste · Jacobs · Kaisen · Lloyd · McEwen · Popovytsj · Roelandts · Roesems · Sentjens · Steurs · Tjallingii · Van Avermaet · Van den Broeck · Van Huffel · Vansevenant · Vansummeren